# Přesypy u Rokytna
Přesypy u Rokytna je přírodní rezervace na jihovýchodním okraji obce Rokytno v okrese Pardubice. Oblast spravuje Agentura ochrany přírody a krajiny ČR. Jde o jednu z nejzachovalejších lokalit pískových přesypů v Polabí, která vznikla v době mladšího pleistocénu nebo holocénu. Přesypy jsou na ploše asi 500 metrů dlouhé a 200 metrů široké jižně od kóty 254,5 m n. m. Centrální hřbet přesypů je 250 metrů dlouhý a 15 metrů vysoký. Při severovýchodním pásu leží z větší části rekultivovaný povrch pískovny, v okolí jsou písky překryté půdami typu aerosol. Větší část přesypů, které ještě v roce 1950 zasahovaly severně až do středu Rokytna byla zničena zástavbou.
Důvodem ochrany jsou nenarušené písečné přesypy se zbytky psamofilní vegetace a fauny. Přesypy byly uměle zalesněny borovicemi a náletově se zde ujal akát a dub červený. Borová monokultura na pískovém přesypu je blízká přirozenému stavu.

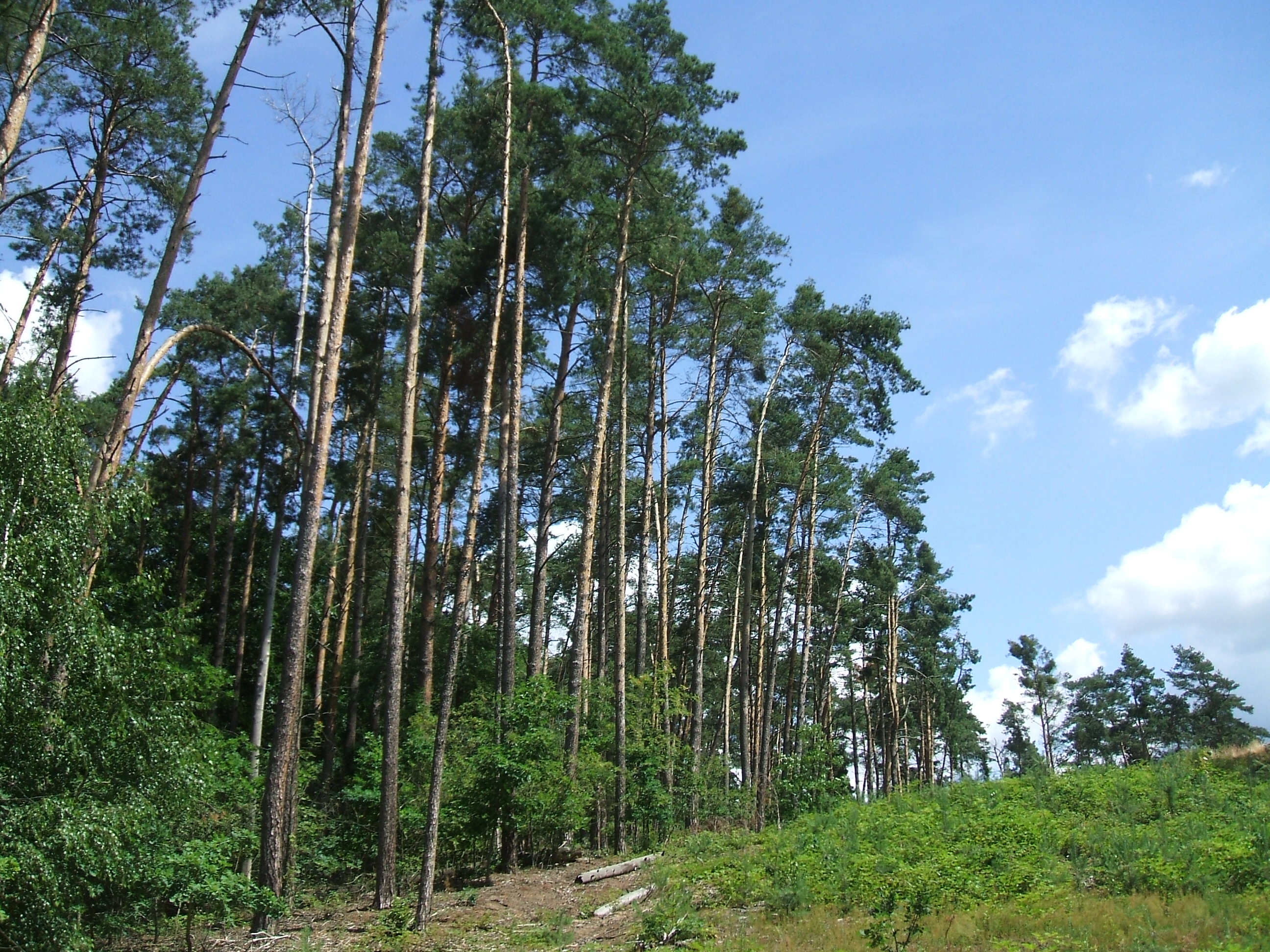
Přesypy u Rokytna
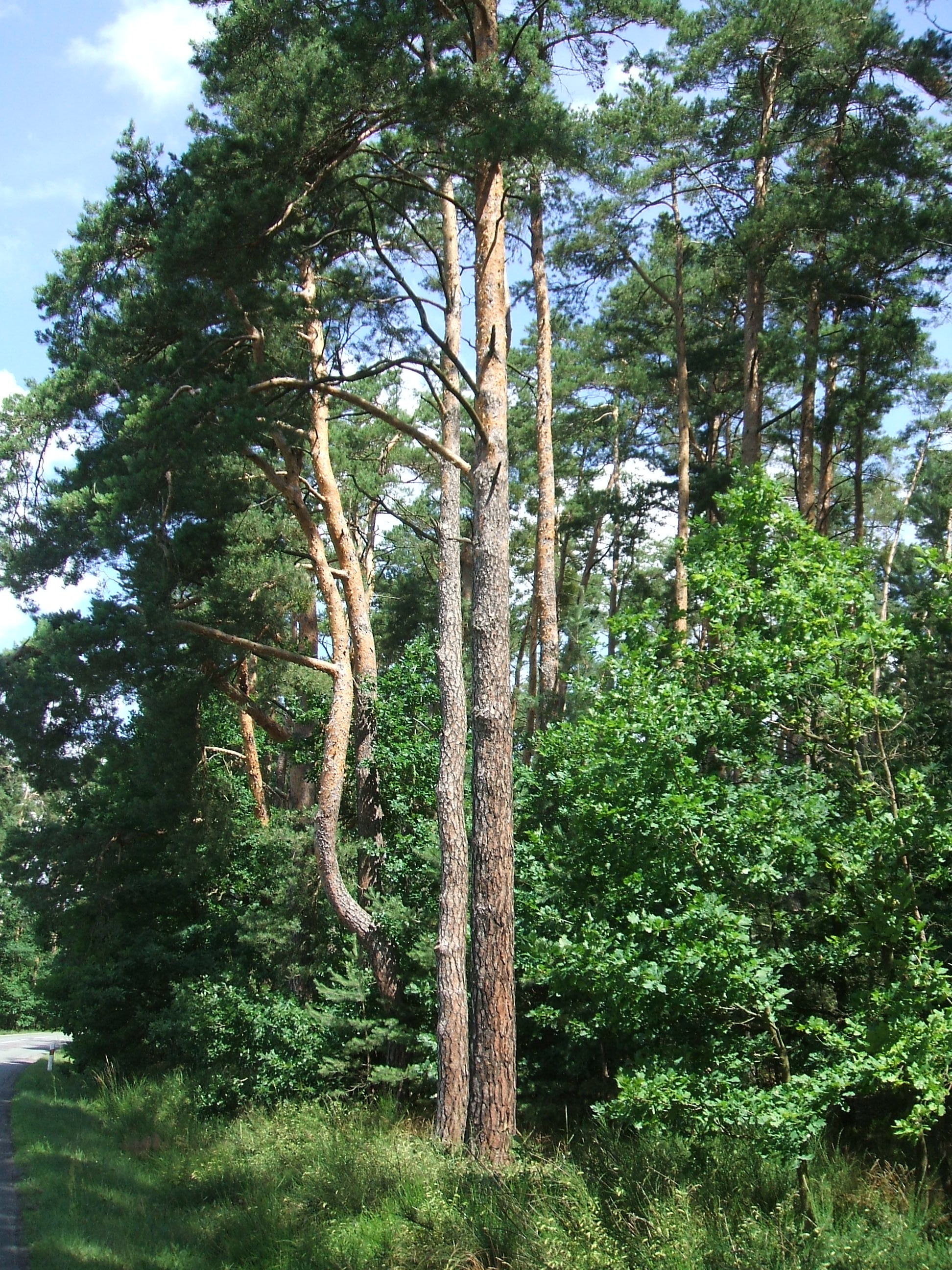
Přesypy u Rokytna
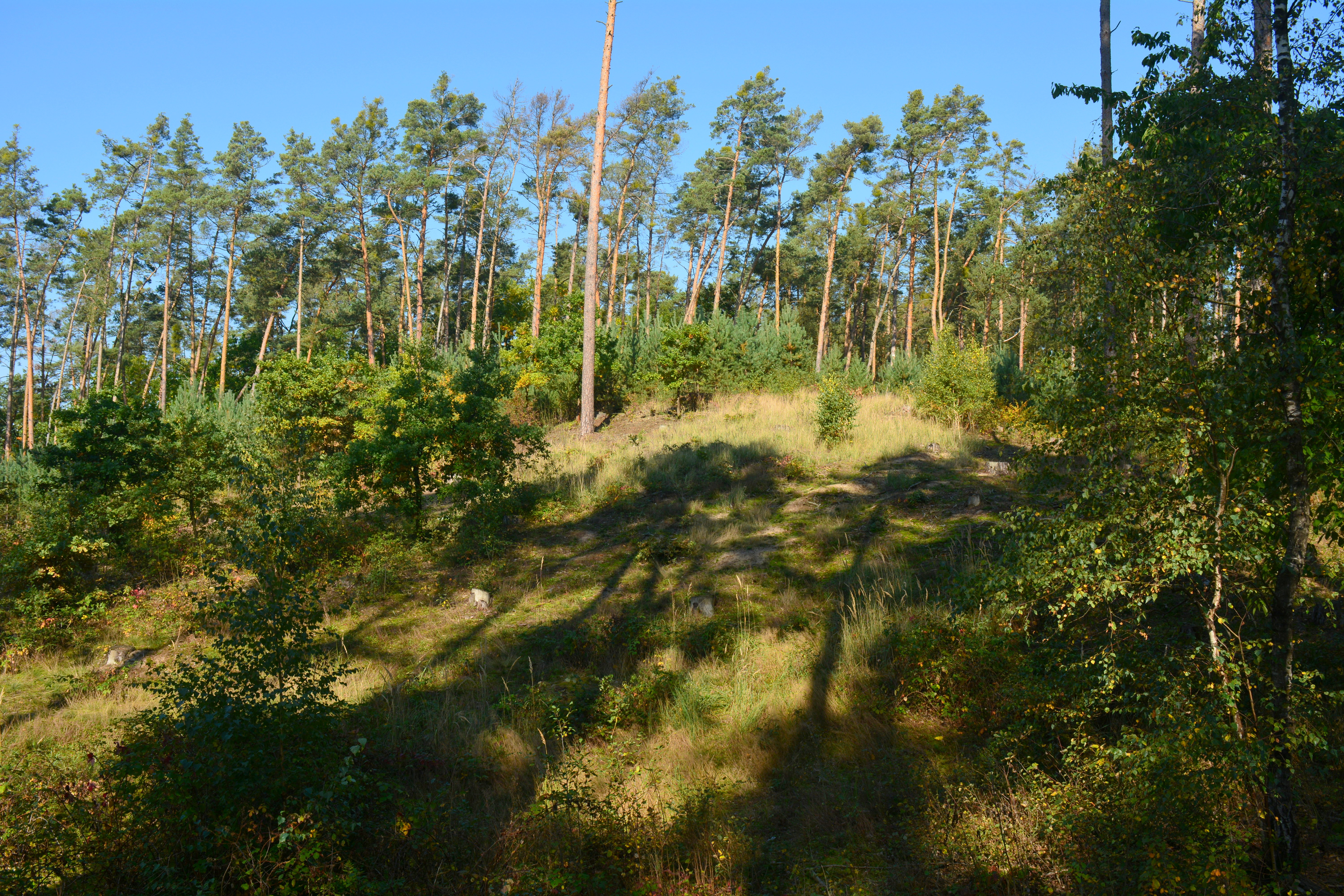
Vrchol přesypů